# Гисмеева, Элина Алмазовна
Элина Алмазовна Гисмеева (6 мая 1992, Мурманск — 4 августа 2019, Севастополь) — российская спортсменка, кикбоксер; затем — тренер.

## Биография
Родилась 6 мая 1992 года в Мурманске в семье кикбоксера, многократного чемпиона мира и Европы Алмаза Рафиковича Гисмеева. В 2009 году с золотой медалью окончила среднюю общеобразовательную школу № 13 г. Мурманска. В 2014 году с отличием окончила Российский государственный социальный университет. За время обучения была стипендиатом губернатора Мурманской области за успехи в спортивной деятельности на 2011—2012 учебный год. В 2013 году была награждена серебряной медалью «Открытие и гордость Университета» Российского государственного социального университета.
С 14 лет стала заниматься кикбоксингом под руководством своего отца, заслуженного тренера России Алмаза Гисмеева. В 2008 году в возрасте 16 лет попала в состав юниорской сборной команды России по кикбоксингу. С тех пор постоянно выступала на чемпионатах российского и международного уровня, занимая призовые места.
В период с 2009 по 2018 годов являлась лучшим спортсменом Мурманской области. Администрацией и главой города-героя Мурманска неоднократно награждалась грамотами, дипломами, благодарственными письмами за высокие спортивные результаты, а также за достойные выступления на чемпионатах. Являлась лауреатом знака «Спортивная доблесть», лауреатом премии главы муниципального образования г. Мурманск «За личный вклад в развитие физической культуры и спорта города Мурманска».
С 2009 года начала карьеру тренера. Член сборной России по кикбоксингу (2008—2019), капитан женской сборной команды России по кикбоксингу до 2019 года.
В 2018 году присвоено звание мастера спорта России международного класса.
4 августа 2019 года во время шторма на территории яхт-клуба «Юг» в Севастополе решила искупаться, но утонула вместе со своей партнёршей по сборной России Фатимой Жагуповой, которая пыталась её спасти.
Похоронена в Мурманске, на Новом мурманском кладбище. 

## Достижения
- Двукратный победитель первенства России по кикбоксингу (2008, 2010).
- Победитель первенства мира по кикбоксингу (2008, Неаполь, Италия).
- Победитель Первенства России по савату (2009).
- Чемпион России по савату (2010, 2011).
- Финалист первенства мира по кикбоксингу (2010, Белград, Сербия).
- Финалист Кубка мира по кикбоксингу (2010, 2012).
- Финалист чемпионата России по кикбоксингу (2011, 2013)
- Бронзовый призёр чемпионата России по кикбоксингу (2013).
- Шестикратная чемпионка России по кикбоксингу (2014—2019).
- Бронзовый призёр чемпионата мира по кикбоксингу (2012, 2015).
- Чемпионка мира по кикбоксингу в разделе фулл-контакт по версии wki и чемпионка мира по кикбоксингу в разделе лайт-контакт по версии ski (2016, Орландо, США).
- Серебряный призёр чемпионата Европы по кикбоксингу (2016, Марибор, Словения).
- Серебряный призёр чемпионата мира (2017 г., Будапешт, Венгрия).